# Comuna Toila
Toila este o comună (vald) din Comitatul Ida-Viru, Estonia.
Comuna cuprinde 2 târgușoare (alevik) și 9 sate.

Reședința comunei este târgușoarul (alevik), Toila (Toila). 

## Localități componente

### Târgușoare ('alevik')
- Toila (Toila)
- Voka (Toila)

### Sate
- Altküla
- Konju
- Martsa
- Metsamägara
- Päite
- Pühajõe
- Uikala
- Vaivina
- Voka